# Kurt Bunge (Maler)
Kurt Bunge (auch Curt Bunge; * 14. März 1911 in Bitterfeld; † 5. März 1998 in Kassel) war ein deutscher Maler, Grafiker und Restaurator.

## Leben und Wirken
Bunge absolvierte eine Lehre als Dekorationsmaler. Bei Hermann Schiebel erhielt er seine ersten künstlerischen Anleitungen. Von 1928 bis zu deren Entlassung nach der Machtübernahme 1933 durch die Nationalsozialisten studierte Bunge an der Kunstschule Burg Giebichenstein Halle (Saale) bei Charles Crodel und Gerhard Marcks. In dieser Zeit war er mit dem Maler Otto Müller befreundet. Danach nahm er bei Crodel in der Wohnung des von den Nazis diskriminierten Kunsthistorikers Paul Frankl weiter Unterricht.
In der Zeit des Nationalsozialismus war Bunge obligatorisch Mitglied der Reichskammer der bildenden Künste. Sicher belegt ist 1940 seine Teilnahme an den Ausstellungen „Blumenbilder und Stilleben“ und „Junges Kunstschaffen der Gaue Halle-Merseburg, Magdeburg-Anhalt und Thüringen“ in Halle. Von 1933 bis 1940 arbeitete er als Restaurator beim Konservator für Denkmale der Provinz Sachsen. Gefördert durch Carl Georg Heise konnte er eine Studienreise nach Italien unternehmen. Ab 1940 nahm er als Soldat der Wehrmacht am Zweiten Weltkrieg teil. 
Von 1945 bis 1950 leitete Bunge die Restaurierungswerkstätten beim Landeskonservator für Denkmalpflege des Landes Sachsen-Anhalt. 1950 nahm er eine Dozentenstelle an der Kunsthochschule Giebichenstein an. Er übernahm die Schüler von Charles Crodel nach dessen Weggang nach München, und später auch frühere Schüler von Erwin Hahs. Seine intensive Beschäftigung mit dem Holzschnitt bewirkte, dass Arbeiten von ihm in die Ausstellung „Farbige Grafik“ 1953 und 1957 aufgenommen wurden. Diese Verkaufsausstellungen wurden in mehreren Museen und Kunstvereinen der Bundesrepublik gezeigt. Es folgte eine Ausstellungsteilnahme 1956 an der 1. Internationalen Graphikausstellung im Victoria and Albert Museum in London.
Zur gleichen Zeit wurden Arbeiten von ihm in der damaligen DDR im sogenannten Formalismusstreit kritisiert und ihre Qualität ignoriert.
Trotzdem erhielt er 1957 eine Professur an der Kunsthochschule Burg Giebichenstein in Halle (Saale). Diese Hochschule stand selbst unter starker Kritik der damaligen DDR-Kulturkritik.
Bunge war u. a. 1946 auf der Allgemeinen Deutschen Kunstausstellung in Dresden, 1947 auf der Ausstellung „Malerei der Gegenwart“ im Museum der bildenden Künste Leipzig und 1949 auf der 2. sowie 1958 auf der Vierten Deutschen Kunstausstellungen in Dresden vertreten. Als Mitglied des Deutschen Künstlerbundes nahm er zwischen 1952 und 1973 an insgesamt elf DKB-Jahresausstellungen teil.
1959 übersiedelte Bunge aus Halle in die Bundesrepublik Deutschland nach Kassel, wo er seitdem als freier Maler, Grafiker und Restaurator arbeitete. Seit 1976 war er Mitglied der Darmstädter Sezession. 2011 richtete der Kunstverein „Talstrasse“ in Halle eine Ausstellung zu seinem 100. Geburtstag aus.

## Schüler (alphabetisch geordnet)
Zu Bunges Schülern zählten u. a. Heinrich Apel, Hans-Peter Bethke, Friedrich Decker, Fritz Diedering, Erich Enge, Horst Glitzner, Herbert Kitzel (kurzzeitig), Paul Otto Knust (1919–2009), Irmgard Kühn, Otto Möhwald, Dietrich Naethe, Fritz Müller, Dieter Rex, Marielies Riebesel, Luzie Schneider (1919–2011), Siegfried Terber, Hannes H. Wagner, Hubert Wittmann und Klaus von Woyski.

## Weitere Werke (Auswahl)
- Meine Frau (1953, Öl)[6][7]